# اچ‌ام‌اس پولادس (جی۴۰۱)
اچ‌ام‌اس پولادس (جی۴۰۱) (به انگلیسی: HMS Pylades (J401)) یک کشتی بود. این کشتی در سال ۱۹۴۳ ساخته شد.